# Liste der Gerichte im CdZ-Gebiet Lothringen
Diese Liste stellt die deutschen Gerichte im besetzten CdZ-Gebiet Lothringen 1940 bis 1944 dar.

## Allgemeines
Mit der Reannexion Elsass-Lothringens durch Frankreich nach dem Ersten Weltkrieg wurde wieder die französischen Gerichtsbezeichnungen eingeführt. Nach Beginn des Zweiten Weltkriegs wurde Lothringen zurückerobert und vorläufig als CdZ-Gebiet Lothringen, also nicht als Teil des Deutschen Reiches, behandelt. Die Gerichtsstruktur aus dem Reichsland Elsaß-Lothringen (siehe hierzu Liste der Gerichte im Reichsland Elsaß-Lothringen) wurde nur teilweise wiederhergestellt. Vorgesehen war eine völlige Neustrukturierung des Gerichtswesens an Mosel und Saar anhand der NS-Gaue. Dies kam aber bis zum Kriegsende nicht zur Ausführung.
Als Oberlandesgericht wurde nicht das Oberlandesgericht Colmar bestimmt, sondern ein gesonderter oberlandesgerichtlicher Senat in Metz als Teil des Pfälzischen Oberlandesgerichtes Zweibrücken eingerichtet. Darunter entstanden das Landgericht Metz und das Landgericht Saargemünd nach dem Vorbild des Reichslandes. Völlig neu war das Landgericht Diedenhofen.

## Liste der Amtsgerichte
| Amtsgericht                      | Sitz               | Landgericht             |
| -------------------------------- | ------------------ | ----------------------- |
| Amtsgericht Ars a. M.            | Ars a. M.          | Landgericht Metz        |
| Amtsgericht Bolchen              | Bolchen            | Landgericht Metz        |
| Amtsgericht Busendorf (Westmark) | Busendorf          | Landgericht Metz        |
| Amtsgericht Delmen               | Delmen             | Landgericht Metz        |
| Amtsgericht Duß                  | Duß                | Landgericht Metz        |
| Amtsgericht Metz                 | Metz               | Landgericht Metz        |
| Amtsgericht Mörchingen           | Mörchingen         | Landgericht Metz        |
| Amtsgericht Remelach             | Remelach           | Landgericht Metz        |
| Amtsgericht Rombach (Kreis Metz) | Rombach            | Landgericht Metz        |
| Amtsgericht Salzburgen           | Salzburgen         | Landgericht Metz        |
| Amtsgericht Wich                 | Wich               | Landgericht Metz        |
| Amtsgericht Albesdorf            | Albesdorf          | Landgericht Saargemünd  |
| Amtsgericht Bitsch               | Bitsch             | Landgericht Saargemünd  |
| Amtsgericht bei St. Avold        | Falkenberg         | Landgericht Saargemünd  |
| Amtsgericht Finstingen           | Finstingen         | Landgericht Saargemünd  |
| Amtsgericht Forbach (Westmark)   | Forbach            | Landgericht Saargemünd  |
| Amtsgericht Großtänchen          | Großtänchen        | Landgericht Saargemünd  |
| Amtsgericht Lörchingen           | Lörchingen         | Landgericht Saargemünd  |
| Amtsgericht Pfalzburg            | Pfalzburg          | Landgericht Saargemünd  |
| Amtsgericht Rohrbach bei Bitsch  | Rohrbach           | Landgericht Saargemünd  |
| Amtsgericht Saaralben            | Saaralben          | Landgericht Saargemünd  |
| Amtsgericht Saarburg (Westmark)  | Saarburg i. Lothr. | Landgericht Saargemünd  |
| Amtsgericht Saargemünd           | Saargemünd         | Landgericht Saargemünd  |
| Amtsgericht Sankt Avold          | Sankt Avold        | Landgericht Saargemünd  |
| Amtsgericht Deutsch-Oth          | Deutsch-Oth        | Landgericht Diedenhofen |
| Amtsgericht Diedenhofen          | Diedenhofen        | Landgericht Diedenhofen |
| Amtsgericht Hayingen (Westmark)  | Hayingen           | Landgericht Diedenhofen |
| Amtsgericht Sierck               | Sierck             | Landgericht Diedenhofen |

## Arbeitsgerichtsbarkeit
Ab 1. April 1942 nahmen unter dem Landesarbeitsgericht Metz fünf Arbeitsgerichte ihre Tätigkeit auf.